# Няньга
Няньга — река в России, протекает в Малосердобинском, Пензенском и Шемышейском районах Пензенской области. Приток Узы. Длина реки составляет 66 км. Площадь водосборного бассейна — 992 км².
Начинается из пруда к югу от деревни Новое Славкино на высоте 246 метров над уровнем моря. От истока течёт на север по открытой местности по долине с крутыми берегами. Пересекает деревни Ключи, Вырыпаево, Лихачёвку, Графщино, Волхонщино, село Спасско-Александровку, затем отклоняется к северо-востоку. Впадает в Узу слева в 17 км от её устья к западу от Шемышейки на высоте 150 метров.
Ширина реки у деревни Новый Мир — 8 метров, глубина — 0,4 метра, у Графщино — 6 и 0,4 метра соответственно.

## Притоки
Основные притоки — Вежняньга (лв, в 1 км от устья), Ивановка (лв, в 23 км от устья), Пчелейка (пр), Чернавка (пр, в 48 км от устья).

## Данные водного реестра
По данным государственного водного реестра России относится к Верхневолжскому бассейновому округу, водохозяйственный участок реки — Сура от истока до Сурского гидроузла, речной подбассейн реки — Сура. Речной бассейн реки — (Верхняя) Волга до Куйбышевского водохранилища (без бассейна Оки).
Код объекта в государственном водном реестре — 08010500112110000035871.